# Марек Мінтал
Марек Мінтал (словац. Marek Mintál, нар. 2 вересня 1977, Жиліна) — словацький футболіст, що грав на позиції півзахисника. Відомий за виступами за словацький клуб «Жиліна», у складі якого став двократним чемпіоном країни та володарем Суперкубку, та німецький «Нюрнберг», у складі якого став володарем Кубка Німеччини.
Виступав також за національну та олімпійську збірну Словаччини. Виступаючи на позиції півзахисника, відзначався високою результативністю, двічі вигравши змагання найкращих бомбардирів словацького чемпіонату і один раз — німецької Бундесліги, двічі вигравав звання найкращого бомбардира Другої Бундесліги, був одним із найкращих бомбардирів збірної Словаччини.
По завершенні ігрової кар'єри — футбольний тренер, тривалий час працював у клубній структурі німецького «Нюрнберга».

## Клубна кар'єра
Марек Мінтал народився 2 вересня 1977 року в Жиліні, і є вихованцем футбольної школи однойменного клубу. Дорослу футбольну кар'єру розпочав 1996 року в основній команді «Жиліни». На початку 2000-х років команда стала лідером словацького футболу, двічі підряд — у сезонах 2001–2002 і 2002–2003 вигравала національну першість, а Марек Мінтал також двічі поспіль вигравав звання найкращого бомбардира чемпіонату країни. За сім сезонів, проведених у складі «Жиліни», взяв участь у 188 матчах чемпіонату, в яких відзначився 77 забитими м'ячами.
Результативна гра словацького півзахисника привернула до себе увагу європейських клубів. Після матчу «Жиліни» з братиславським «Слованом» Марек Мінтал отримав пропозицію від німецького клубу «Нюрнберг», який вилетів у другу бундеслігу, і шукав нових гравців для посилення складу з метою повернення на найвищий рівень. За 400 тисяч євро Мінтал улітку 2003 року став гравцем «Нюрнберга». Гравцем німецького клубу після цього матчу став і нападник «Слована» Роберт Віттек. У першому ж сезоні в новому клубі не лише допоміг нюрнберзькій команді виграти другий німецький дивізіон, а й став найкращим бомбардиром другої бундесліги. Наступного сезону «Нюрнберг» повернувся до Бундесліги, і увесь сезон відчайдушно боровся за збереження прописки у найвищому німецькому дивізіоні. Завдання клуб виконав, а найбільше цьому допоміг саме Марек Мінтал, який став найкращим бомбардиром Бундесліги, відзначившись у 34 проведених матчах 24 забитими м'ячами. Інтерес до футболіста почали виявляти найвідоміші клуби Європи, були чутки про інтерес до Мінтала з боку ЛіверпуляПодальшому розвитку кар'єри футболіста завадила травма, якої він зазнав на початку сезону 2005—2006 років — перелом кісточки лівої стопи, а пізніше у цьому ж сезоні футболіст ще двічі зазнав серйозних ушкоджень у зв'язку із чим він пропустив майже весь сезон, а у чемпіонаті зіграв лише 4 матчі, у яких відзначився лише одним забитим м'ячем. У наступному сезоні футболіст також пропустив багато ігор чемпіонату країни, але команда виступала успішно і у Бундеслізі, й у Кубку Німеччини, де нюрнберзький клуб дойшов до фіналу, у якому переміг «Штутгарт» з рахунком 3-2. Перший із м'ячів у фіналі забив Мінтал, щоправда, він не зумів дограти фінал до кінця у зв'язку із черговою травмою. Досягнення словака не залишились непоміченими на батьківщині: Мінтал двічі поспіль — у 2004 і 2005 роках визнавався найкращим футболістом Словаччини. Наступного сезону, після перемоги у Кубку, «Нюрнберг» стартував у розіграші Кубка УЄФА. Виступи в єврокубку були успішними, команда подолала груповий етап турніру, і лише в 1/16 поступилася лісабонській «Бенфіці», а Марек Мінтал забив кілька важливих м'ячів для команди у цьому турнірі. У чемпіонаті справи команди були не такими успішними — «Нюрнберг» вилетів з Бундесліги. Наступного сезону, хоча команда зайняла лише третє місце у другій бундеслізі, нюрнберзці повернулись до Бундесліги, а Марек Мінтал, як і попереднього разу виступів «Нюрнберга» у другому дивізіоні, став найкращим бомбардиром другої бундесліги. Далі ще два сезони Мінтал виступав за нюрнберзьку команду, але вже не був гравцем основного складу, і результативність футболіста значно знизилась.
По закінченню контракту із «Нюрнбергом» у 2011 році як вільний агент перейшов до складу ростоцької «Ганзи», яка виступала на той час у другій бундеслізі. За східнонімецький клуб Мінтал виступав протягом одного сезону, за підсумками якого «Ганза» вилетіла до третьої бундесліги. Після неуспішного сезону за ростоцький клуб словацький атакувальний хавбек повертається до «Нюрнберга», але протягом сезону виступав лише як граючий тренер другого складу клубу. По завершенні сезону 2012—2013 років Марек Мінтал вирішив повісити бутси на цвях, та розпочати кар'єру тренера.

## Виступи за збірну
У 2000 році Марек Мінтал отримав запрошення до складу олімпійської збірної Словаччини для участі в Олімпійських іграх 2000 року. Але словацька олімпійська збірна виступила там невдало, зайнявши останнє, четверте місце в групі. На Олімпійських іграх Мінтал виходив лише одного разу, у програній з рахунком 1-2 грі зі збірною Японії, і відзначитись забитим м'ячем у цій грі футболісту не вдалося.
У національній збірній Словаччини Марек Мінтал дебютував 6 лютого 2002 року в товариському матчі зі збірною Ірану, та вже у першому матчі забив дебютний гол за національну збірну. Протягом кар'єри у національній команді, яка тривала до 2009 року, провів у формі головної команди країни 45 матчів, забивши 14 голів, та займає 5 місце у списку всіх бомбардирів збірної Словаччини. Останній свій матч за збірну Марек Мінтал зіграв 28 березня 2009 року проти збірної Англії.
| Дата       | Місто         | Господарі   | Результат | Гості              | Турнір            | Голи | Примітки |
| ---------- | ------------- | ----------- | --------- | ------------------ | ----------------- | ---- | -------- |
| 6-2-2002   | Тегеран       | Іран        | 2 – 3     | Словаччина         | товариський матч  | 1    | 46'      |
| 27-3-2002  | Ґрац          | Австрія     | 2 – 0     | Словаччина         | товариський матч  | -    | 46' 75'  |
| 29-4-2002  | Токіо         | Японія      | 1 – 0     | Словаччина         | товариський матч  | -    | 54'      |
| 14-5-2002  | Пряшів        | Словаччина  | 4 – 1     | Узбекистан         | товариський матч  | 1    | 59'      |
| 12-10-2002 | Братислава    | Словаччина  | 1 – 2     | Англія             | Відбір до ЧЄ 2004 | -    | 89'      |
| 20-11-2002 | Трнава        | Словаччина  | 1 – 1     | Україна            | товариський матч  | -    | 69'      |
| 12-2-2003  | Ларнака       | Румунія     | 2 – 1     | Словаччина         | товариський матч  | -    | 75'      |
| 13-2-2003  | Ларнака       | Кіпр        | 1 – 3     | Словаччина         | товариський матч  | -    |          |
| 2-4-2003   | Трнава        | Словаччина  | 4 – 0     | Ліхтенштейн        | Відбір до ЧЄ 2004 | -    | 81'      |
| 30-4-2003  | Жиліна        | Словаччина  | 2 – 2     | Греція             | товариський матч  | -    | 71'      |
| 7-6-2003   | Братислава    | Словаччина  | 0 – 1     | Туреччина          | Відбір до ЧЄ 2004 | -    | 71'      |
| 11-6-2003  | Мідлсбро      | Англія      | 2 – 1     | Словаччина         | Відбір до ЧЄ 2004 | -    | 56'      |
| 10-9-2003  | Жиліна        | Словаччина  | 1 – 1     | Північна Македонія | Відбір до ЧЄ 2004 | -    | 72'      |
| 31-3-2004  | Братислава    | Словаччина  | 1 – 1     | Австрія            | товариський матч  | 1    | 46'      |
| 28-4-2004  | Київ          | Україна     | 1 – 1     | Словаччина         | товариський матч  | -    | 46'      |
| 18-8-2004  | Братислава    | Словаччина  | 3 – 1     | Люксембург         | Відбір до ЧС 2006 | -    |          |
| 4-9-2004   | Москва        | Росія       | 1 – 1     | Словаччина         | Відбір до ЧС 2006 | -    |          |
| 8-9-2004   | Братислава    | Словаччина  | 7 – 0     | Ліхтенштейн        | Відбір до ЧС 2006 | 1    |          |
| 9-10-2004  | Братислава    | Словаччина  | 4 – 1     | Латвія             | Відбір до ЧС 2006 | -    | 46'      |
| 17-11-2004 | Трнава        | Словаччина  | 0 – 0     | Словенія           | товариський матч  | -    |          |
| 9-2-2005   | Ларнака       | Словаччина  | 2 – 2     | Румунія            | товариський матч  | -    | 77'      |
| 26-3-2005  | Таллінн       | Естонія     | 1 – 2     | Словаччина         | Відбір до ЧС 2006 | 1    |          |
| 30-3-2005  | Братислава    | Словаччина  | 1 – 1     | Португалія         | Відбір до ЧС 2006 | -    |          |
| 4-6-2005   | Лісабон       | Португалія  | 2 – 0     | Словаччина         | Відбір до ЧС 2006 | -    |          |
| 8-6-2005   | Люксембург    | Люксембург  | 0 – 4     | Словаччина         | Відбір до ЧС 2006 | 1    |          |
| 17-8-2005  | Вадуц         | Ліхтенштейн | 0 – 0     | Словаччина         | Відбір до ЧС 2006 | -    |          |
| 3-9-2005   | Братислава    | Словаччина  | 2 – 0     | Німеччина          | товариський матч  | -    | 46'      |
| 7-9-2005   | Рига          | Латвія      | 1 – 1     | Словаччина         | Відбір до ЧС 2006 | -    | 65'      |
| 2-9-2006   | Братислава    | Словаччина  | 6 – 1     | Кіпр               | Відбір до ЧЄ 2008 | 2    |          |
| 6-9-2006   | Братислава    | Словаччина  | 0 – 3     | Чехія              | Відбір до ЧЄ 2008 | -    |          |
| 7-10-2006  | Кардіфф       | Уельс       | 1 – 5     | Словаччина         | Відбір до ЧЄ 2008 | 2    | 71'      |
| 11-10-2006 | Братислава    | Словаччина  | 1 – 4     | Німеччина          | Відбір до ЧЄ 2008 | -    |          |
| 15-11-2006 | Жиліна        | Словаччина  | 3 – 1     | Болгарія           | товариський матч  | 1    | кап. 61' |
| 22-8-2007  | Трнава        | Словаччина  | 0 – 1     | Франція            | товариський матч  | -    | 46'      |
| 8-9-2007   | Братислава    | Словаччина  | 2 – 2     | Ірландія           | Відбір до ЧЄ 2008 | -    | кап.     |
| 12-9-2007  | Трнава        | Словаччина  | 2 – 5     | Уельс              | Відбір до ЧЄ 2008 | 2    | кап.     |
| 17-11-2007 | Прага         | Чехія       | 3 – 1     | Словаччина         | Відбір до ЧЄ 2008 | -    | кап. 67' |
| 6-2-2008   | Лімасол       | Угорщина    | 1 – 1     | Словаччина         | товариський матч  | -    | кап.     |
| 26-3-2008  | Злате Моравце | Словаччина  | 1 – 2     | Ісландія           | товариський матч  | 1    | 46'      |
| 20-5-2008  | Білефельд     | Туреччина   | 1 – 0     | Словаччина         | товариський матч  | -    | 67'      |
| 24-5-2008  | Лугано        | Швейцарія   | 2 – 0     | Словаччина         | товариський матч  | -    | 71'      |
| 20-8-2008  | Братислава    | Словаччина  | 0 – 2     | Греція             | товариський матч  | -    | 60'      |
| 6-9-2008   | Братислава    | Словаччина  | 2 – 1     | Північна Ірландія  | Відбір до ЧС 2010 | -    | 84'      |
| 11-10-2008 | Серравалле    | Сан-Марино  | 1 – 3     | Словаччина         | Відбір до ЧС 2010 | -    | 62'      |
| 28-3-2009  | Лондон        | Англія      | 4 – 0     | Словаччина         | товариський матч  | -    | 79'      |
| Усього     |               | Матчів      | 45        |                    | Голів (4 місце)   | 14   |          |

## Кар'єра тренера
Розпочав тренерську кар'єру відразу ж по завершенні кар'єри гравця, 2013 року, увійшовши до тренерського штабу основної команди «Нюрнберга». Згодом протягом 2015–2019 років працював з різними юнацькими командами клубу, після чого став головним тренером другої команди «Нюрнберга».
Після звільнення Даміра Канаді в листопаді 2019 року був призначений виконувачем обов'язків головного тренера основної команди клубу, яка під його керівництвом провела одну гру, після чого на тренерський місток «Нюрнберга» прийшов Єнс Келлер. У 2020 році Марек Мінтал увійшов до тренерського штабу збірної Словаччини.

## Особисте життя
Батько Марека Мінтала, Антон Мінтал, також був футболістом «Жиліни». Його дядько та двоюрідний брат також були професійними футболістами. Марек Мінтал одружений та має двох дітей.

## Титули і досягнення

### Командні
- Чемпіон Словаччини (2):

«Жиліна»: 2001–02, 2002–03
- Володар Суперкубку Словаччини (1):

«Жиліна»: 2003
- Володар Кубка Німеччини (1):

«Нюрнберг»: 2006–07
- Переможець Другої Бундесліги: 2003—2004

### Особисті
- Найкращий футболіст Словаччини: 2004, 2005
- Найкращий бомбардир чемпіонату Словаччини: 2001–02 (21 м'яч), 2002–03 (20 м'ячів, разом із Мартіном Фабусом)
- Найкращий бомбардир німецької Бундесліги:2004–05 (24)
- Найкращий бомбардир Другої Бундесліги:2003–04 (18 м'ячів, разом із Франсіско Копадо), 2008–09 (16 м'ячів, разом із Бенджаміном Ауером і Седріком Макіаді)